# Pastrana

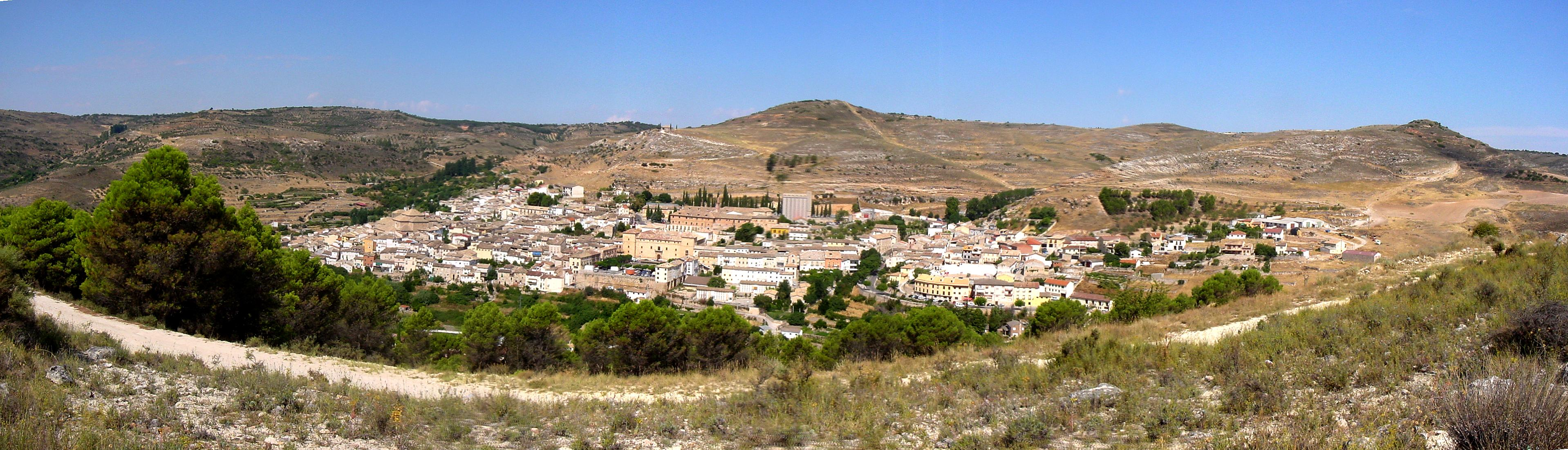
Panorama of Pastrana.

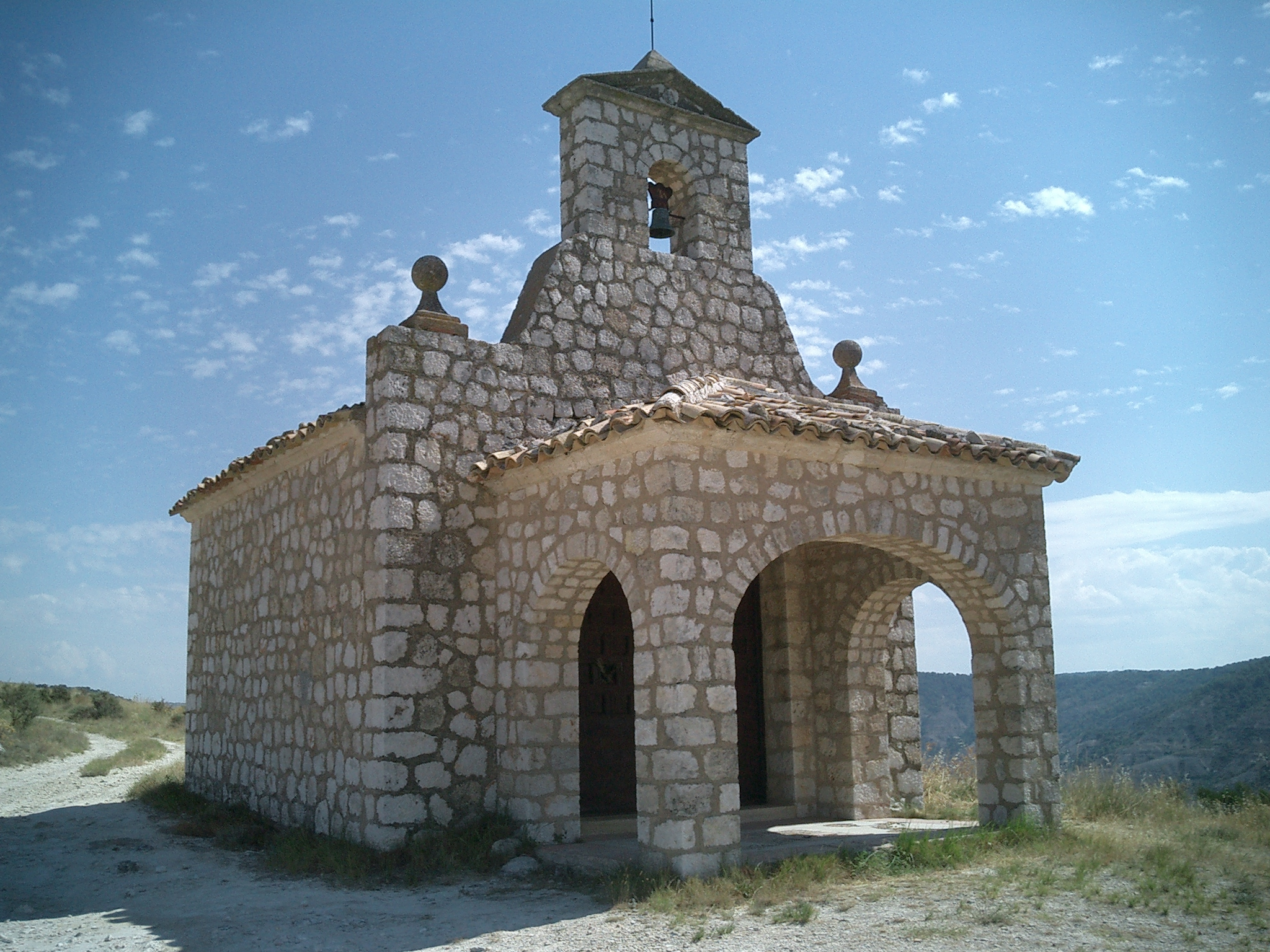
Chapel at top of hill overlooking Pastrana.

Pastrana là một đô thị trong tỉnh Guadalajara, Castile-La Mancha, Tây Ban Nha.